# Herbert Brenon
Herbert Brenon (n. 13 ianuarie 1880 - d. 21 iunie 1958) născut Alexander Herbert Reginald Sf. John Brenon a fost un regizor, actor și scenarist irlandez în perioada filmelor mute din anii 1930.

## Biografie
S-a născut  în Kingstown (acum Dún Laoghaire, Dublin), ca fiu al jurnalistului, poetului și politicianului Edward St. John Brenon și al lui Francis Harries.
În 1882, familia s-a mutat la Londra, unde Herbert și-a desăvârșit educația la St Paul's School și la King's College London. Înainte de a deveni regizor, el a jucat în vodeviluri împreună cu soția sa, Helen Oberg.
Unele dintre cele mai importante filme ale sale au fost primele adaptări în film ale lui Peter Pan, Beau Geste, Sorell și fiul pentru care a fost nominalizate pentru cel mai bun regizor la prima ediție a Oscarurilor, Laugh, Clown, Laugh din 1928 și The Flying Squad.
A murit în Los Angeles, California și a fost înmormântat într-un mausoleu privat în Woodlawn Cemetery din New York.

## Filmografie parțială
- Dr. Jekyll and Mr. Hyde (1913)
- Ivanhoe (film american din 1913) (1913)
- Absint (1914)
- Fiica lui Neptun (1914)
- Sonata Kreutzer (1915)
- The Heart of Maryland (1915)
- The Clemenceau Case (1915)
- The Two Orphans (1915)
- Sin (1915)
- The Soul of Broadway (1915)
- A Daughter of the Gods (1916)
- War Brides (1916)
- The Fall of the Romanoffs (1917)
- The Lone Wolf (1917)
- Empty Pockets (1918)
- Victory and Peace (1918)
- The Passing of the Third Floor Back (1918)
- 12.10 (1919)
- Beatrice (1919)
- The Mysterious Princess (1920)
- The Passion Flower (1921)
- The Stronger Passion (1921)
- Little Sister (1921)
- Moonshine Valley (1922)
- Shackles of Gold (1922)
- A Stage Romance (1922)
- The Spanish Dancer (1923)
- The Breaking Point (1924)
- Shadows of Paris (1924)
- The Alaskan (1924)
- Peter Pan (1924)
- The Side Show of Life (1924)
- The Street of Forgotten Men (1925)
- The Little French Girl (1925)
- A Kiss for Cinderella (1925)
- The Song and Dance Man (1926)
- God Gave Me Twenty Cents (1926)
- Dancing Mothers (1926)
- The Great Gatsby (1926)
- Beau Geste (1926)
- The Telephone Girl (1927)
- Sorrell și fiul (1927)
- Laugh, Clown, Laugh (1928)
- The Rescue (1929)
- The Case of Sergeant Grischa (1930)
- Lummox (1930)
- Transgression (1931)
- Girl of the Rio (1932)
- Wine, Women and Song (1933)
- Honours Easy (1935)
- Royal Cavalcade (1935)
- Someone at the Door (1936)
- Living Dangerously  (1936)
- The Live Wire (1937)
- The Dominant Sex (1937)
- Spring Handicap (1937)
- Housemaster (1938)
- Yellow Sands (1938)
- Black Eyes (1939)
- The Flying Squad (1940)